# 8296 Miyama
8296 Miyama là một tiểu hành tinh vành đai chính với chu kỳ quỹ đạo là 1793.0962209 ngày (4.91 năm).
Nó được phát hiện ngày 13 tháng 1 năm 1993.